# Шеттине, Гильерме
Гилье́рме Шетти́не Гимара́йнс (порт.-браз. Guilherme Schettine Guimarães; род. 10 октября 1995, Гама, Федеральный округ) — бразильский футболист, центральный нападающий «Морейренсе».

## Карьера
Гильерме родился в Гаме, федеральном округе столицы города Бразилиа. Выпускник молодёжной академии «Атлетико Паранаэнсе».
Шеттине дебютировал в первой команде 21 апреля 2013 года, став заменой нападающего Эдигара Джунио во второй тайме, в домашнем победном матче Лиги Паранаэнсе с принципиальным соперником «Коритибой». Семь дней спустя он забил свой первый гол, однако, его клуб проиграл «Операрио Ферровиарио» (4:1).
Редко используемый во время следующих сезонов, Гильерме был отдан в аренду клубу Серии С «Гуарантингета» 27 июля 2015 года. 30 ноября перешёл в другой клуб третьего дивизиона, «Португеза Деспортос», также на правах аренды. Вернувшись в «Атлетико Паранаэнсе» в июле 2016 года, Гильерме дебютировал в Серии A 6 октября, заменив Лучо Гонсалеса в домашнем победном матче с «Шапекоэнсе» (3:1).
6 июля 2023 года стал игроком российского «Урала».
22 июля дебютировал за «Урал», выйдя на замену на 63 минуте
29 сентября забил свой первый гол в выездном матче против «Ростова» (2:2)
28 июня 2024 года ФК «Урал» объявил о уходе футболиста из-за расторжения контракта. За это время Гильерме Шеттине провёл 33 матча, в которых забил 4 гола и отдал 1 голевую передачу.
15 июля 2024 года перешёл в португальский «Морейренсе», подписав двухлетний контракт.